# The Victim (film, 2011)
Pour plus de détails, voir Fiche technique et Distribution.
The Victim est un film américain écrit et réalisé par Michael Biehn sortis en 2011 qui met en vedette Jennifer Blanc.
Le film a été produit et tourné à Los Angeles en 2010.

## Synopsis
Après que James et Cooger violent et tuent Mary, ils poursuivent ensuite sa meilleure amie Annie qui est témoin du crime. En fuyant, elle trouve Kyle qui vit dans les bois. Une confrontation entre Kyle et les deux officiers se produit bientôt.

## Distribution
- Michael Biehn : Kyle
- Jennifer Blanc : Annie
- Ryan Honey : Harrison
- Danielle Harris : Mary
- Denny Kirkwood : Cooger
- Dana Daurey : serveuse
- Alyssa Lobit : Lisa
- J.C. Brandy : fille disparue